# Episodi di Jurassic World - Nuove avventure (prima stagione)
La prima stagione della serie animata Jurassic World - Nuove avventure, composta da 8 episodi, è stata interamente pubblicata sul servizio di streaming on demand Netflix il 18 settembre 2020.
| nº | Titolo originale          | Titolo italiano            | Pubblicazione     |
| -- | ------------------------- | -------------------------- | ----------------- |
| 1  | Camp Cretaceous           | Campo Cretaceo             | 18 settembre 2020 |
| 2  | Secrets                   | Segreti                    | 18 settembre 2020 |
| 3  | The Cattle Drive          | La transumanza             | 18 settembre 2020 |
| 4  | Things Fall Apart         | Quando tutto va in pezzi   | 18 settembre 2020 |
| 5  | Happy Birthday, Eddie!    | Buon compleanno, Eddie!    | 18 settembre 2020 |
| 6  | Welcome to Jurassic World | Benvenuti a Jurassic World | 18 settembre 2020 |
| 7  | Last Day of Camp          | L'ultimo giorno al campo   | 18 settembre 2020 |
| 8  | End of the Line           | Fine della corsa           | 18 settembre 2020 |

## Campo Cretaceo
- Titolo originale: Camp Cretaceous
- Diretto da: Lane Lueras
- Scritto da: Zack Stentz e Scott Kreamer

### Trama
Il giovane appassionato di dinosauri Darius Bowman, dopo aver finalmente vinto ad un videogioco, ha la possibilità di visitare Campo Cretaceo a Isla Nublar. Al campo, incontra gli istruttori Roxie e Dave e i suoi nuovi amici e compagni di campeggio: Brooklynn, Yasmina "Yaz" Fadoula, Kenji Kon, Ben Fitzgerald Pincus e Sammy Gutierrez. A tarda notte, Darius nota delle luci provenire dal recinto dei "Compsognathus" e decide di sgattaiolare fuori per andare a vederli. Al gruppo si aggiungono anche Brooklynn e Kenji. Dopo un litigio, Kenji si infila nella gabbia dei dinosauri per recuperare il telefono di Brooklynn che aveva fatto cadere accidentalmente, ma invece di trovarci i minuscoli lucertoloni, il ragazzo finisce faccia a faccia con un pericoloso branco di Velociraptor. Darius prova ad aiutare il compagno, ma peggiora semplicemente la situazione, finendo a sua volta nel recinto.

## Segreti
- Titolo originale: Secrets
- Diretto da: Dan Riba
- Scritto da: Sheela Shrinivas

### Trama
Fortunatamente i due ragazzi vengono salvati da Roxie e Dave, che per punizione gli assegnano il compito di spalare delle feci. Il resto del gruppo, invece, va a visitare il famoso laboratorio di genetica di Jurassic World, assistendo persino alla nascita precoce di un cucciolo di Ankylosaurus, da Ben soprannominato "Bumpy". Mentre Brooklynn viene sorpresa ad entrare in aree riservate del laboratorio dallo spietato e brillante dottor Henry Wu, Darius e Kenji lasciano il loro compito per vedere un pericoloso e famelico dinosauro segreto, un Carnotauro. Il dinosauro era stato in precedenza chiuso al pubblico perché troppo pericoloso, e i due, dopo essersi accorti di trovarsi all'interno del recinto, ne hanno piena conferma durante una pazza fuga dal mostro. Arrivati a capolinea, Kenji riesce a salvare Darius all'ultimo secondo, impedendo al dinosauro (da loro chiamato Toro) di mangiarsi Darius. Kenji e Darius diventano amici, e a tarda notte, un drone viene inviato segretamente al campo per registrare dei campioni di D.N.A.

## La transumanza
- Titolo originale: The Cattle Drive
- Diretto da: Zesung Kang
- Scritto da: Rick Williams

### Trama
Il giorno successivo, i ragazzi hanno finalmente la possibilità di guidare le girosfere vicino ad un branco di dinosauri erbivori. Dopo che una tempesta si è diffusa nelle vicinanze, Roxie e Dave ordinano ai ragazzi di restare indietro mentre loro indagano. Il gruppo ignora le istruzioni e torna dalla mandria. La tempesta sembra peggiorare, e i dinosauri impazziscono, scalpitando e mettendo in pericolo i ragazzi. Quando loro si spostano per evitare incidenti, Darius nota in lontananza che un Sinoceratops è fuggito, allontanandosi dal gruppo. Vedendola come un gioco, i ragazzi partono all'inseguimento, zittendo gli avvertimenti di Sammy. Davanti a loro, Brooklynn e Darius finiscono faccia a faccia con il dinosauro, che li manda con un colpo secco dentro a delle sabbie mobili. I ragazzi sembrano spacciati, ma il fortunato intervento tempestivo di Sammy li salva da una morte terribile. La stessa sera Brooklyn, riguardando le sue registrazioni, nota qualcosa di sconcertante: Sammy ha rubato dei campioni di saliva di Sinoceratops.

## Quando tutto va in pezzi
- Titolo originale: Things Fall Apart
- Diretto da: Michael Mullen
- Scritto da: M. Willis

### Trama
Mentre il gruppo di ragazzi viene lasciato da solo ancora una volta da Roxie e Dave, Brooklynn inizia a sospettare che Sammy le stia cercando di nascondere qualcosa, mentendo a riguardo della sua prelevazione segreta dei campioni di DNA di Sinoceratops. Dopodiché, i ragazzi affrontano per la prima volta il furioso Indominus Rex, che li attacca senza pietà. Dopo essergli scampati per un pelo, i campeggiatori ritornano al campo, solo per trovarlo distrutto. Allora il gruppo si dirige a sud per cercare aiuto, sotto il comando e la guida di Darius. Nel frattempo, l'Indominus Rex arriva al Carnotaurus Paddock e fa scappare Toro.

## Buon compleanno, Eddie!
- Titolo originale: Happy Birthday, Eddie!
- Diretto da: Zesung Kang
- Scritto da: Josie Campbell

### Trama
Dirigendosi al laboratorio di genetica, il gruppo si riunisce con Bumpy, il tenero cucciolo di Ankylosaurus a cui si era affezionato Ben. Insieme ad esso, il gruppo arriva al laboratorio di genetica con un furgone, dove trovano Eddie, uno scienziato e assistente del Dottor Wu super paranoico. Lui mette costantemente in guardia i ragazzi, minacciandoli di non sapere di quel che accadrà di lì a poco, citando il misterioso E-750. I ragazzi a quel punto decidono di tornare al furgone, ma a quelle parole Eddie impazzisce, e si precipita per arrivare al furgone per primo. Yasmina lo recupera facilmente, ma all'ultimo inciampa su di Bumpy. Eddie festeggia, e mentre mette in moto il furgone compare l'Indominus Rex, che dopo aver ribaltato il furgone uccide lo scienziato. Mentre l'Indominus se ne va, i ragazzi tornano in fretta al furgone e se ne vanno. Durante il viaggio, Sammy rivela di aver rubato il telefono di Brooklynn, e Yaz, che era rimasta distratta dalle parole di Sammy, si schianta contro un albero, distruggendo il furgone.

## Benvenuti a Jurassic World
- Titolo originale: Welcome to Jurassic World
- Diretto da: Michael Mullen
- Scritto da: Zack Stentz

### Trama
Sammy rivela ai suoi amici che ha lavorato come spia per una società di bioingegneria avanzata denominata Mantah Corp, nemica numero uno di Masrani. Dopo che proprio il suo elicottero precipita in una voliera, uno stormo intero di Pteranodonti fugge dai loro recinti. Il gruppo corre verso il parco principale, finendo in un canale con dei kayak. Durante il tragitto Sammy racconta a Darius che era stata lei ad accettare l'invito della Mantah Corp, altrimenti la sua famiglia sarebbe stata aggredita. La corrente li attira tutti dentro la "Laguna di Jurassic World", dove si trova il Mosasaurus. Il gruppo si salva per un pelo grazie soprattutto alla brillante idea di Yasmina, che però all'ultimo secondo si sloga la caviglia. Quando i ragazzi decidono di riposarsi un'incessante sirena inizia a suonare nel parco (si sente l'allarme nei titoli di coda al posto del tema di Jurassic Park).

## L'ultimo giorno al campo
- Titolo originale: Last Day of Camp
- Diretto da: Eric Elrod
- Scritto da: Sheela Shrinivas

### Trama
Per evacuare l'isola, il gruppo prende una monorotaia, sfuggendo nuovamente per un soffio al terribile Toro, che aveva teso loro un'imboscata. Dave e Roxie li raggiungono con una Jeep rubata, ma la comitiva è ormai troppo lontana, e il sole è tramontato completamente. Durante la corsa, Darius e i suoi amici vengono attaccati per la seconda volta dallo sciame di Pteranodonti. I ragazzi sembrano aver seminato i dinosauri alati, quando qualcosa esplode, e a poche centinaia di metri da lì una monorotaia viene abbattuta da un altro gruppo di Pteranodonti. Mentre i ragazzi discutono sul da farsi, Ben sgattaiola silenziosamente fino alla cabina del capotreno, e con un'abile manovra completa il cambio ferroviario per evitare che il treno deragli, e la monorotaia sfreccia lontano dagli Pteranodonti. Il gruppo festeggia, ma un improvviso attacco da parte di uno dei volatili fa perdere l'equilibrio a Ben, che rimane attaccato al lato della monorotaia con una sola mano. Darius corre in suo aiuto, ma Ben non riesce a resistere, e le sue mani lasciano la presa dell'amico. Mentre tutti si disperano, Ben precipita, scomparendo dalla loro vista e abbandonando tristemente la scena.

## Fine della corsa
- Titolo originale: End of the Line
- Diretto da: Zesung Kang
- Scritto da: Scott Kreamer

### Trama
Poco dopo la triste caduta di Ben, il resto del gruppo lascia il treno per entrare nei tunnel sotterranei del parco che Darius e Kenji avevano preso precedentemente per visitare Toro. I ragazzi vagano fino al molo, solamente per trovarlo sbarrato. Nel cammino di ritorno appare Toro, che ovviamente li attacca. Dopo un furioso scontro, il gruppo riesce a far esplodere delle bombole di gas, che così aprono una via per il molo e spaventano il dinosauro che, ferito, si ritira. Dopo una corsa forsennata ma carica di speranza, i ragazzi giungono finalmente al molo, dove una pessima notizia è lì ad attenderli: ogni traghetto è partito, e loro sono bloccati sull'isola. Ora più che mai il viaggio avventuroso a Jurassic World è appena iniziato.